# سانتي كوميسانا
سانتياغو "سانتي" كوميسانا فيغا (بالإسبانية: Santiago "Santi" Comesaña Veiga)‏ هو لاعب كرة قدم إسباني محترف يلعب كلاعب خط وسط مع نادي رايو فاليكانو.